# Ecolo
Ecolo (Acrónimo de Écologistes Confédérés pour l'organisation de luttes originales) es un partido político francófono belga (i.e.: valón) cuya ideología incluye la ecología política y algunos principios de la política ecológica. Creado en 1980, fue uno de los primeros partidos verdes en entrar en un Parlamento nacional. Está presente en las comunidades francófona y la germanófona.

## Resultados electorales nacionales
| Año  | Votos         | %    | Resultado | +/- | Gobierno              |
| ---- | ------------- | ---- | --------- | --- | --------------------- |
| 1981 | 132.312 (#11) | 2,20 | 2/212     |     | Oposición             |
| 1985 | 152.483 (#9)  | 2,51 | 5/212     | 2   | Oposición             |
| 1987 | 157.988 (#9)  | 2,60 | 3/212     | 1   | Oposición             |
| 1991 | 312.624 (#9)  | 5,10 | 10/212    | 7   | Oposición             |
| 1995 | 243.362 (#10) | 4,0  | 6/150     | 4   | Oposición             |
| 1999 | 457.281 (#7)  | 7,36 | 11/150    | 5   | Coalición             |
| 2003 | 201.123 (#9)  | 3,06 | 4/150     | 7   | Oposición             |
| 2007 | 340.378 (#8)  | 5,10 | 8/150     | 4   | Oposición             |
| 2010 | 313.047 (#9)  | 4,80 | 8/150     |     | Oposición             |
| 2014 | 222.551 (#10) | 3,30 | 6/150     | 2   | Oposición             |
| 2019 | 416.452 (#9)  | 6,14 | 13/150    | 7   | Oposición (2019-2020) |
| 2019 | 416.452 (#9)  | 6,14 | 13/150    | 7   | Coalición (2020-2024) |
| 2024 | 204.438 (#11) | 2,93 | 3/150     | 10  | Oposición             |

### 2007
En las elecciones generales de 2007 el partido logró 8 de los 150 escaños de la  Cámara de Representantes, y 2 de los 40 del Senado, inferiores sin embargo a sus mejores resultados de la historia, logrados en 1999. En ese año, habían logrado aumentar sus votos pasando de unos resultados de 5-10% al 15-20% y formando parte de la coalición de gobierno junto a socialistas y liberales bajo la coalición llamada Arco-iris (Coalition arc-en-ciel). Este acuerdo envió a la oposición a los partidos que llevaban en los gobiernos desde hacía 40 años.
Ecolo ocupó los puestos de Vice-ministro y Ministro de la Movilidad y de Transportes (Isabelle Durant) y de un puesto de secretario de Estado de la Energía y Desarrollo Sostenible (Olivier Deleuze) a nivel federal. En la región Valona, Thierry Detienne fue ministro de Asuntos Sociales y Sanidad, y José Daras vicepresidente del Gobierno Valón, Ministro de Transportes, Movilidad y Energía. En la Comunidad Francesa Jean-Marc Nollet fue ministro de Juventud, encargado de la Educación básica y Nicole Maréchal Ministra de Ayuda a la Juventud y Sanidad. En la Comunidad Germanófona, Hans Niessen fue Ministro de Juventud y Familia, del Patrimonio y de Asuntos Sociales.

### 2010
En las generales de 2010 el partido logró conservar sus 8 asientos en la Cámara de Representantes y sus 2 Senadores, con un 4,9 % de los votos.

## Resultados electorales al Parlamento de Valonia
| Año  | Votos        | %     | Resultado | +/- | Gobierno  |
| ---- | ------------ | ----- | --------- | --- | --------- |
| 1995 | 196.988 (#4) | 10,42 | 8/75      |     | Oposición |
| 1999 | 347.225 (#3) | 18,22 | 14/75     | 6   | Coalición |
| 2004 | 167.916 (#4) | 8,52  | 3/75      | 11  | Oposición |
| 2009 | 372.067 (#3) | 18,54 | 14/75     | 11  | Coalición |
| 2014 | 176.488 (#4) | 8,62  | 4/75      | 10  | Oposición |
| 2019 | 294.631 (#3) | 14,48 | 12/75     | 8   | Coalición |
| 2024 | 144.103 (#5) | 6,97  | 5/75      | 7   | Oposición |

## Resultados electorales al Parlamento de Bruselas-Capital
| Año  | Votos       | %     | Resultado | +/- | Gobierno  |
| ---- | ----------- | ----- | --------- | --- | --------- |
| 1989 | 44.874 (#5) | 10,24 | 8/75      |     | Oposición |
| 1995 | 37.308 (#4) | 9,03  | 7/75      | 1   | Oposición |
| 1999 | 77.969 (#2) | 17,37 | 14/75     | 7   | Oposición |
| 2004 | 37.908 (#4) | 8,35  | 7/89      | 7   | Coalición |
| 2009 | 82.663 (#3) | 17,05 | 16/89     | 9   | Coalición |
| 2014 | 41.368 (#5) | 8,46  | 8/89      | 8   | Oposición |
| 2019 | 74.246 (#2) | 16,20 | 15/89     | 7   | Coalición |
| 2024 | 38.386 (#5) | 9,85  | 7/89      | 8   |           |

## Resultados electorales europeos
| Elecciones | Votos   | %    | Escaños | Eurodiputados                                   |
| 1979       | 107.833 | 1,98 | 0       | —                                               |
| 1984       | 220.663 | 3.86 | 1       | François Roellants du Vivier                    |
| 1989       | 371.053 | 6.29 | 2       | Paul Lannoye, ?                                 |
| 1994a      | 296.573 | 4.97 | 1       | Paul Lannoye                                    |
| 1999a      | 531.592 | 8.54 | 3       | Pierre Jonckheer, Paul Lannoye, Monica Frassoni |
| 2004a      | 239.687 | 3.69 | 1       | Pierre Jonckheer                                |
| 2009a      | 562.081 | 8.55 | 2       | Isabelle Durant, Philippe Lamberts              |

## Figuras importantes
- José Daras
- Josy Dubié
- Isabelle Durant
- Jacky Morael
- Evelyne Huytebroeck
- Jean-Marc Nollet